# Assisi
Assisi (italijanska izgovorjava: [assiːzi], iz latinščine: Asisium) je mesto in občina v Italiji z 28.000 prebivalci v pokrajini Perugia v deželi Umbrija, na zahodnem delu Monte Subasia, Apenini.
Je rojstni kraj svetega Frančiška, ki je leta 1208 ustanovil Red manjših bratov in svete Klare (Chiara d'Offreducci), ustanoviteljice revnih sester, ki je kasneje po njeni smrti postal red ubogih sester Klaris. Sv. Gabrijel Žalostne Matere Božje (1838 - 1862) je bil 1. marca 1838 tudi rojen v Assisiju.

## Zgodovina
Okoli leta 1000 pr. n. št. se je val priseljencev naselili v zgornjem delu reke Tibere, pa tudi v okolici Assisija. To so bili Umbri, ki so živeli v majhnih utrjenih naseljih na visokih vzpetinah. Od 450 pr. n. št. so te naselbine postopoma zasedli Etruščani. Rimljani so prevzeli nadzor nad osrednjo Italijo, leta 295 pr. n. št. po bitki pri Sentinumu. Zgradili so cvetoče naselje Municipium Asisium na vrsti teras na pobočju Monte Subasia. Rimski ostanki so v Assisiju še vedno vidni: mestno obzidje, forum (zdaj Piazza del Comune), gledališče, amfiteater in Minervin tempelj (zdaj preurejen v cerkev Santa Maria sopra Minerva). Leta 1997 so odkrili tudi ostanke rimske vile z več dobro ohranjenimi sobami s freskami in mozaiki.
Leta 238 našega štetja je bil škof Rufino (kasneje je bil umorjen v Costanu) zaslužen, da se je Assisi spreobrnil v krščanstvo. Pokopan je v Stolni cerkvi Svetega Rufina v Assisiju.
Ostrogoti kralja Totila so večji del mesta uničili leta 545. Assisi je nato prišel pod oblast Langobardov kot del lombardskega in nato frankovskega vojvodstva Spoleto.
Uspešna in samostojna občina je postala v času gibelinov v 11. stoletju. Nenehno so se bojevali z gvelfi iz Perugie. V eni od teh bitk pri Ponte San Giovanni (Mostu svetega Janeza), je bil Francesco di Bernardone, (sveti Frančišek Asiški) ujet, kar je sprožilo dogodke, ki so na koncu pripeljali do tega, da je živel kot berač, se odrekel svetu in ustanovil red manjših bratov.
Mesto, ki je ostalo v mejah rimskega obzidja, se je začelo širiti izven teh zidov v 13. stoletju. V tem obdobju je bilo mesto pod papeževo pristojnostjo. Rocca Maggiore, cesarska trdnjava na hribu nad mestom, ki je bila leta 1189 oropana, je bila leta 1367 obnovljena po naročilu papeškega legata, kardinala Gil de Albornoza.
Assisi je padel pod vladavino Perugie. Kasneje mu je vladalo več despotov: Biordo Michelotti, Gian Galeazzo Visconti in njegov naslednik Francesco I. Sforza, knez iz Milana, Jacopo Piccinino in Federico II. da Montefeltro, gospodar Urbina. Mesto je leta 1348 doživelo epidemijo kuge.
V 15. stoletju je mesto spet prišlo pod papeško pristojnost pod vladavino papeža Pija II. (1458-1464).
Leta 1569 se je ob vznožju mesta na ravnini začela gradnja bazilike svete Marije Angelske (Santa Maria degli Angeli). V času renesanse in v poznejših stoletjih se je mesto še naprej mirno razvijalo, kar je razvidno iz palač Bernabei in Giacobetti iz 17. stoletja.
Mesto je postalo znano romarsko središče zaradi povezave z legendo svetega Frančiška, svetnika, ki je ustanovil Red manjših bratov in svete Katarine iz Siene kot zavetnice Italije. Sveti Frančišek v spominu mnogih, tudi nekristjanov, velja za ljubitelja narave (znana je njegova pridiga pticam, ki je ena od legend o njegovem življenju).
Assisi sta prizadela dva rušilna potresa, ki sta pretresla Umbrijo v septembru 1997. Obnova je bila hitra, čeprav je treba še veliko storiti. Velika škoda je nastala na mnogih zgodovinskih spomenikih, glavna točka v mestu, Bazilika Svetega Frančiška pa je bila po manj kot 2 letih obnovljena.

## Znamenitosti

### Cerkve
- Bazilika San Francesco d'Assisi (Bazilika svetega Frančiška Asiškega) - Minoritski sveti samostan (Sacro Convento) ter spodnja in zgornja cerkev (Basilica inferiore in Basilica superiore) svetega Frančiška, ki se je začela graditi takoj po njegovi kanonizaciji leta 1228 in zaključila leta 1253. Temeljni kamen je položil papež Gregor IX. 17. 7. 1228 (romanika, gotika).

Da je sploh lahko nastala cerkev, je bilo treba najprej dobiti zemljišče. 12. marca 1228, dve leti po svetnikovi smrti, je Simone di Pucciarello daroval zemljišče beatissimo corpore (blaženo telo) Sancti Francisci. 17. julija istega leta so položili temeljni kamen. Pozneje so darovali zemljišče še nekateri drugi. Darovalec iz leta 1239 govori o ecclesia Sancti Francisci. Redovniki so se tu naselili leta 1246.
Cerkev obdaja sveti konvent (samostanski del s celicami menihov). Konvent, samostan samostanov (matična hiša vseh minoritov po svetu), so zgradili v letih 1230/35. Celice iz tistega časa, še romanske, kažejo težnjo po uboštvu. Današnje stanje konventa je iz 15. stoletja. Takrat je dal papež Sikst IV. konvent utrditi z arkadami: 27 arkad podpira spodnji del bazilike, 27 pa konvent. Ozemlje, na katerem stojita bazilika in konvent, leži na skrajnem robu mesta in to na kraju, kjer so takrat izvrševali smrtne obsodbe. (Imenovali so ga 'grič pekla'; kmalu je postal 'grič nebes', ker so tu shranili svetnikove ostanke.)
Baziliko sestavljata zgornja in spodnja cerkev. Spodnja je bila dokončana leta 1230 in 25. maja istega leta so že prenesli svetnikove posmrtne ostanke v stransko kapelo sv. Jurija. Leta 1236 so postavili temeljne zidove zvonika in zgornje cerkve. Zgornjo cerkev je blagoslovil papež Inocenc IV. leta 1253, ko se je vračal iz Avignona. Seveda so cerkev pozneje dopolnjevali.
Spodnja cerkev ima freske pozno srednjeveških umetnikov Cimabue in Giotta, zgornja cerkev pa freske prizorov življenja svetega Frančiška, prej pripisane Giottu, zdaj pa strokovnjaki mislijo, da so jih izdelali umetniki iz kroga Pietra Cavallinija iz Rima. Bazilika je bila hudo poškodovana v potresu 26. septembra 1997, v katerem se je porušil del oboka in ubil štiri ljudi v cerkvi, uničene so bile tudi Cimabujeve freske. Stavba je bila v času obnove za dve leti zaprta.
- Santa Maria Maggiore (Sveta Marija Velika) je prvotna asiška stolnica do 11. stoletja.
- Stolnica San Rufino (stolnica svetega Rufina) z romansko fasado s tremi okni v obliki rozet in notranjostjo iz 16. stoletja; del je zgrajen na rimski cisterni; stolnica od 11. stoletja dalje
- Bazilika Santa Chiara (Bazilika svete Klare) s svojimi ogromnimi stranskimi oporniki, oknom v obliki rozete in preprosto gotsko notranjostjo; gradnja se je začela leta 1257; v cerkvi je grobnica svetnika soimenjaka ter freske in slike iz 13. stoletja.
- Bazilika Santa Maria degli Angeli (Bazilika Svete Marije Angelske) v kateri stoji Porziuncula (matična hiša vseh frančiškanov po svetu)
- Chiesa Nuova (Nova cerkev), zgrajena nad domom staršev svetega Frančiška.
- Santo Stefano (Sveti Štefan), ena najstarejših cerkva v Assisiju.
- Eremo delle Carceri (Samotišče Carceri), majhen samostan s cerkvijo v kanjonu nad mestom, kamor se je Frančišek umaknil in pridigal pticam.
- Cerkev San Pietro (Cerkev svetega Petra), ki so jo v 10. stoletju zgradili benediktinci in obnovili v 13. stoletju. Ima pravokotno fasado s tremi okni v obliki rozet, gotsko kapelo svetega zakramenta in triptih Mattea di Gualda.

### Ostalo
Mesto obvladujeta dva srednjeveška gradova. Večji, ki se imenuje Rocca Maggiore (Velika skala), je velik in naj bi ustrahoval prebivalce mesta. Zgrajen je bil za kardinala Albornoza (1367), papeža Pija II. (mnogokotni stolp, 1458) in Pavla III. (valjasti branik, razširjen vhod, 1535-1538). Manjši grad (Rocca minore) je bil zgrajen v rimskem času: manjši del in trije stolpi so odprti za javnost.
Druge znamenitosti so:
- Rimski amfiteater, zgrajen v začetku 1. stoletja našega štetja. Njegov elipsasti tloris je prepoznaven zaradi srednjeveških hiš zgrajenih okoli njega in po lehnjakovem loku. V areni je zdaj vrt.
- Piazza del Comune s Palazzo del Capitano del Popolo (iz srede 13. stoletja, ki se ponaša z vrsto dodanih nadzidkov iz leta 1927), sosednji Torre del Popolo (1305), Palazzo dei priori (1275-1493). Fontana s tremi levi na južni strani je iz 16. stoletja.
- Minervin tempelj na Piazza del Comune.
- Samostan svetega Benedikta, ustanovljen v 10. stoletju na hribu Monte Subasio. Ostanki predstavljajo grobnico (pozno 11. stoletje), apsido in zunanje stene.

## Znane osebnosti, rojene v Assisiju
- Propertius (Latin Sextus Aurelius Propertius, približno 48-16 pred našim štetjem.), rimski pesnik elegij;
- Frančišek Asiški, ustanovitelj Reda manjših bratov;
- Klara Asiška, ustanoviteljica reda ubogih sester Klaris;
- Agnes Asiška, sestra svete Klare;
- Bernard Quintavalle, spremljevalec svetega Frančiška;
- Pietro Catanii (pred 1180-1221), sodelavec svetega Frančiška Asiškega;
- Dono Doni (po 1500-1575), slikar;
- Gabriel Žalostne Matere Božje (pravzaprav Francesco Possenti, 1838-1862), svetnik;
- Andrea Ranocchia, italijanski nogometaš;